# Farah Jorge Farah
Farah Jorge Farah (São Paulo, 11 de março de 1949 – São Paulo, 22 de setembro de 2017) foi um médico e criminoso brasileiro.

## O crime
Clínico geral, foi formalmente acusado e condenado em primeira instância por homicídio duplamente qualificado (motivo torpe e não dar chance de defesa à vítima) e ocultação e destruição de cadáver. O crime, cometido no dia 24 de janeiro de 2003, com requintes de crueldade, foi praticado contra sua paciente Maria do Carmo Alves, na época com 46 anos. A fim de dificultar a identificação do cadáver, Farah removeu cirurgicamente as peles faciais, das mãos e pés da vítima, desapareceu com suas vísceras e guardou os restos mortais em sacos plásticos no porta-malas de seu veículo. Após o crime, Farah confessou à sobrinha o que tinha feito e deu a chave do carro para que ela verificasse o conteúdo do porta-malas. Ela chegou à garagem onde o veículo estava estacionado e, apesar do cheiro que exalava no local, certificou-se da veracidade dos fatos, acionando a polícia em seguida.
O exame psicológico realizado em Farah através do teste de Rorschach o considerou como um não psicopata e a psiquiatra, com Ph.D., que realizou o teste o classificou como "uma pessoa boa e calma".
Farah foi condenado em 2014 a uma pena de 16 anos de reclusão em regime fechado pelo assassinato e esquartejamento de Maria do Carmo Alves. A imprensa brasileira noticiou que ambos eram amantes. No entanto, a polícia não corrobora esta versão amplamente divulgada e atesta que o motivo da insistência da vítima em contatar o médico devia-se ao sofrimento que lhe fora causado, assim como a outras pacientes, por cirurgias plásticas feitas irregularmente, sistematicamente e de maneira mal feita, especialidade que fugia das atribuições de Farah. Apesar disso, uma decisão de 2007 do Supremo Tribunal Federal (STF) permitiu que ele recorresse à sentença em liberdade. Farah chegou a ingressar no curso de filosofia da Universidade Federal de São Paulo (campus Guarulhos) e Universidade Paulista.
Em agosto de 2017, o relator do caso, ministro Nefi Cordeiro, atendeu a um pedido do Ministério Público (MP) de São Paulo e votou pela imediata prisão do ex-médico. Em consonância, sua licença médica foi cassada após a primeira condenação. No entanto, houve um pedido de vistas do ministro Sebastião Reis Júnior, que levou a conclusão do julgamento para o dia 21 de setembro de 2017. Sebastião decidiu acompanhar o voto de Nefi Cordeiro. O STJ também negou recurso da defesa de Jorge Farah, que pedia anulação do último júri.
Após tomar conhecimento da decisão do STJ, que determinou seu retorno à prisão, a polícia foi à casa do ex-médico para prendê-lo. Ao chegar ao local a polícia encontrou o ex-médico morto. A perícia confirmou que a causa da morte foi suicídio, após o corte nas veias femorais. A polícia informou que ele vestia roupas femininas e escutava música fúnebre. O corpo de Farah foi enterrado na manhã de sábado, 23 de setembro de 2017, no Cemitério Vila Mariana, na Zona Sul de São Paulo.